# نهر شي
نهر زي (بالصينية : 西江 و ينطق بالبينيين: سي جيانغ ومعناه نهر الغرب) هو نهر جنوب الصين يبلغ طوله 1800 كم وهو ثالث أطول أنهار الصين بعد اليانغتسي و النهر الأصفر.

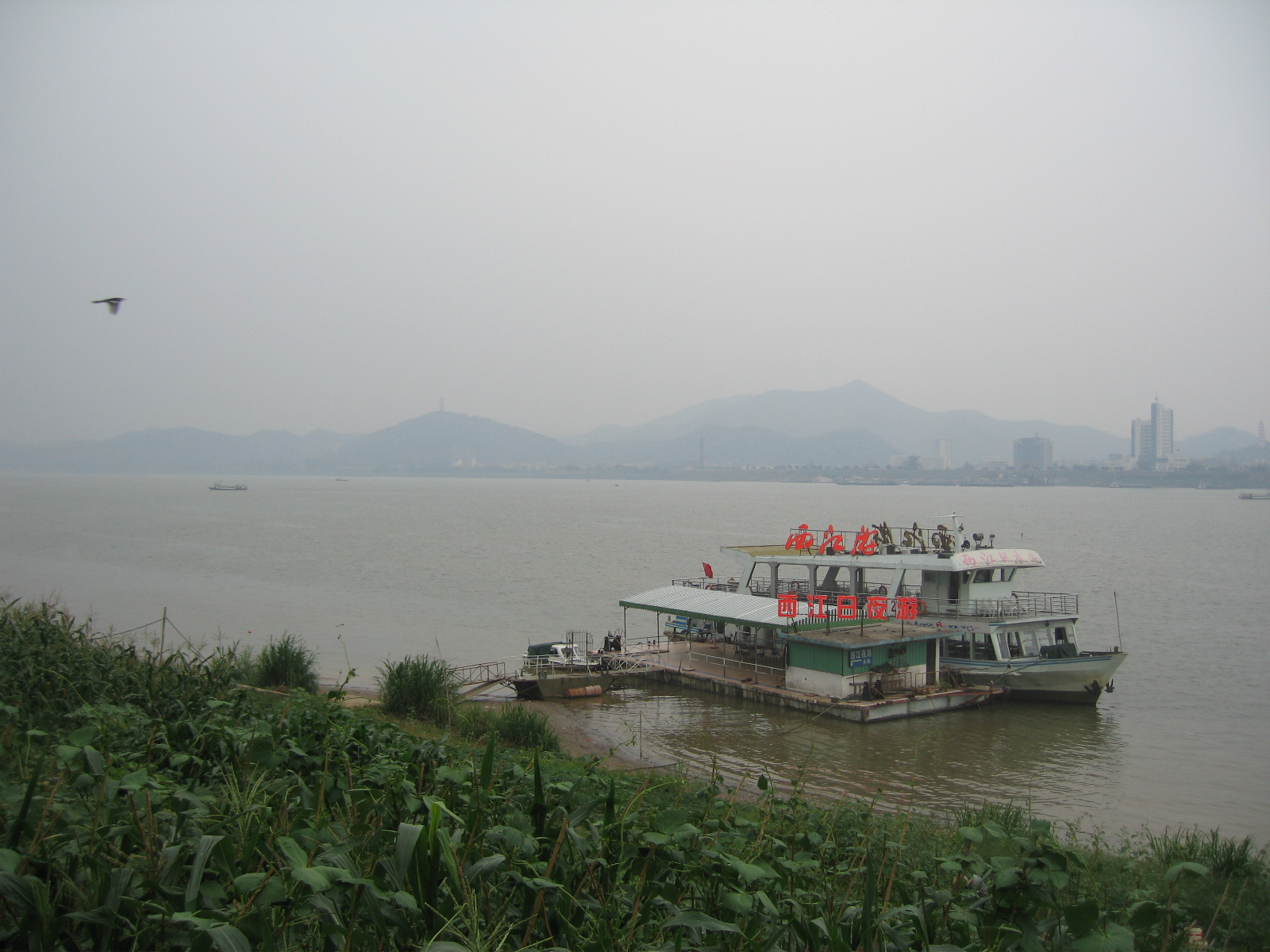
منظر للنهر قرب مدينة شاوكينغ

## جغرافيا النهر
ينبع النهر في غرب الصين من التقاء نهري الغوي و التشون و يتجه غرباً ليلتقي بأنهار البيي و الدونغ لتكون الأنهار الثلاثة نهر اللؤلؤ.